# Anochetus natalensis
Anochetus natalensis é uma espécie de formiga do gênero Anochetus, pertencente à subfamília Ponerinae.